# إميليو لوبيز أدان
إميليو لوبيز أدان (بالإسبانية: Emilio Lopez)‏ هو كاتب وطبيب إسباني، ولد في 15 يناير 1946 في فيتوريا-غاستيز في إسبانيا.